# Cristóbal Castillo
Cristóbal Alonso Castillo Espinaza (Machalí, Región de O'Higgins, 4 de febrero de 2003) es un futbolista chileno que juega de Mediocampista en Deportes Santa Cruz  de la Primera B de Chile.

## Trayectoria
La destacada trayectoria de Castillo en O'Higgins comenzó en el año 2013, cuando tenía 10 años de edad; el joven volante machalino llegó a club luego de superar con éxito una prueba masiva realizada en Rancagua. En su primer año como capitán (2016) se consagró campeón en la categoría Sub-13 luego de vencer a Unión Española por 3-1 en el Monasterio Celeste. Además, se destacan los vicecampeonatos obtenidos con la Sub-12 en el 2015, Sub-15 en el 2018 y Sub-16 en el 2019.
Debutó en el fútbol profesional en el 2021 en un partido contra Everton de Viña del Mar en el Estadio Sausalito disputando un total de 54 minutos hasta que fue sustituido por el volante, Iván Rozas.

## Selección nacional
Fue convocado por Patricio Ormazábal por la Selección chilena sub-20 para disputar el Campeonato Sudamericano Sub-20 de Colombia.

### Participaciones en Sudamericanos
| Torneo                      | Sede     | Resultado     | Partidos | Goles |
| --------------------------- | -------- | ------------- | -------- | ----- |
| Sudamericano Sub-20 de 2023 | Colombia | En desarrollo | 2        | 0     |

## Estadísticas
| Club | Div              | Temporada        | Liga  | Liga  | Copas nacionales(1) | Copas nacionales(1) | Torneos internacionales(2) | Torneos internacionales(2) | Total | Total |
| Club | Div              | Temporada        | Part. | Goles | Part.               | Goles               | Part.                      | Goles                      | Part. | Goles |
| --- | ---------------- | ---------------- | ----- | ----- | ------------------- | ------------------- | -------------------------- | -------------------------- | ----- | ----- |
| O'Higgins · Chile                                                                                            | 1.ª              | 2021             | 11    | 0     | 1                   | 0                   | 0                          | 0                          | 12    | 0     |
| O'Higgins · Chile                                                                                            | 1.ª              | 2022             | 12    | 0     | 2                   | 0                   | 0                          | 0                          | 14    | 0     |
| O'Higgins · Chile                                                                                            | 1.ª              | 2023             | 10    | 0     | 5                   | 0                   | 0                          | 0                          | 15    | 0     |
| O'Higgins · Chile                                                                                            | 1.ª              | 2024             | 2     | 0     | 0                   | 0                   | 0                          | 0                          | 2     | 0     |
| O'Higgins · Chile                                                                                            | Total club       | Total club       | 36    | 0     | 8                   | 0                   | 0                          | 0                          | 44    | 0     |
| Total en carrera                                                                                             | Total en carrera | Total en carrera | 35    | 0     | 8                   | 0                   | 0                          | 0                          | 43    | 0     |
| (1)Incluye datos de la Copa Chile. '(2)Incluye datos de la Copa Libertadores de América y Copa Sudamericana. |                  |                  |       |       |                     |                     |                            |                            |       |       |

### Resumen estadístico
| Competición               | Partidos | Goles |
| ------------------------- | -------- | ----- |
| Primera División de Chile | 36       | 0     |
| Copa Chile                | 8        | 0     |
| Copa Libertadores Sub-20  | 1        | 0     |
| Total                     | 45       | 0     |